# 参考资料 (出版物)
《参考资料》，又称《内部参考》，俗称《大参考》，是中华人民共和国的一种特殊出版物，类似报纸和杂志，专门刊登其它国内普通媒体不允许报道的党政资讯，而又有必要及时通知中高级官员和中国共产党干部的新闻、国外文章和政府内部言论。属“秘密”级文件，只限县级、军队团级以上官员阅读。由新华社编辑发行，每天1-3期，标有「绝密」字样。旧刊组织回收销毁，不得向外流传。曾经以大开本发行，以便于年老的领导人阅读。
新华社原有在一定范围内发行的《参考消息》，刊载外国新闻报道，又称“小参考”。发展到1954年时，小参考已成为50多页的刊物，不堪重负。在此情况下，周恩来于1955年年初指示新华社另行出版《参考资料》；后新华社社长吴冷西建议将《参考资料》和《参考消息》分开出版，得到同意。1955年3月1日，《参考资料》创刊，此后俗称“大参考”。文化大革命中《参考消息》四个版的版面分配（一版要闻、反美斗争，二版苏美矛盾，三版其他重要新闻，四版对中国反应），是1971年周恩来下达的指示。文革後改由一位副社长主管参编部的工作，開始較大採用刊登新华社驻外记者写的内参稿，當時《参考消息》已經拥有广泛的读者，订户超过中国任何一家报刊，小參等於實質不再限於中共內部。

## 其他新华社内参
新华社发行的其他不公开出版物（内参）还有：
- 《国内动态清样附页》，不定期发行，通报国内紧急重大政治事件。为绝密级，只限中共中央总书记、中共中央政治局常委、国家主席、全国人大常委会委员长、国务院总理、全国政协主席、中央军委主席、中纪委书记等阅读。[2]
- 《国内动态清样》，又称“内参清样”，一般每天1-2期，报道国内突发重大事件和党内高层指示。为绝密级，但发行范围比《内参附页》要宽。1987年以后才向省级领导人开放。
- 《内参选编》，为《内部参考》的摘录，每周一期。1980年代中开始发行，为秘密级，供乡镇领导和军队营级干部等基层干部阅读，无需回收旧刊。